# Abe Kuipers

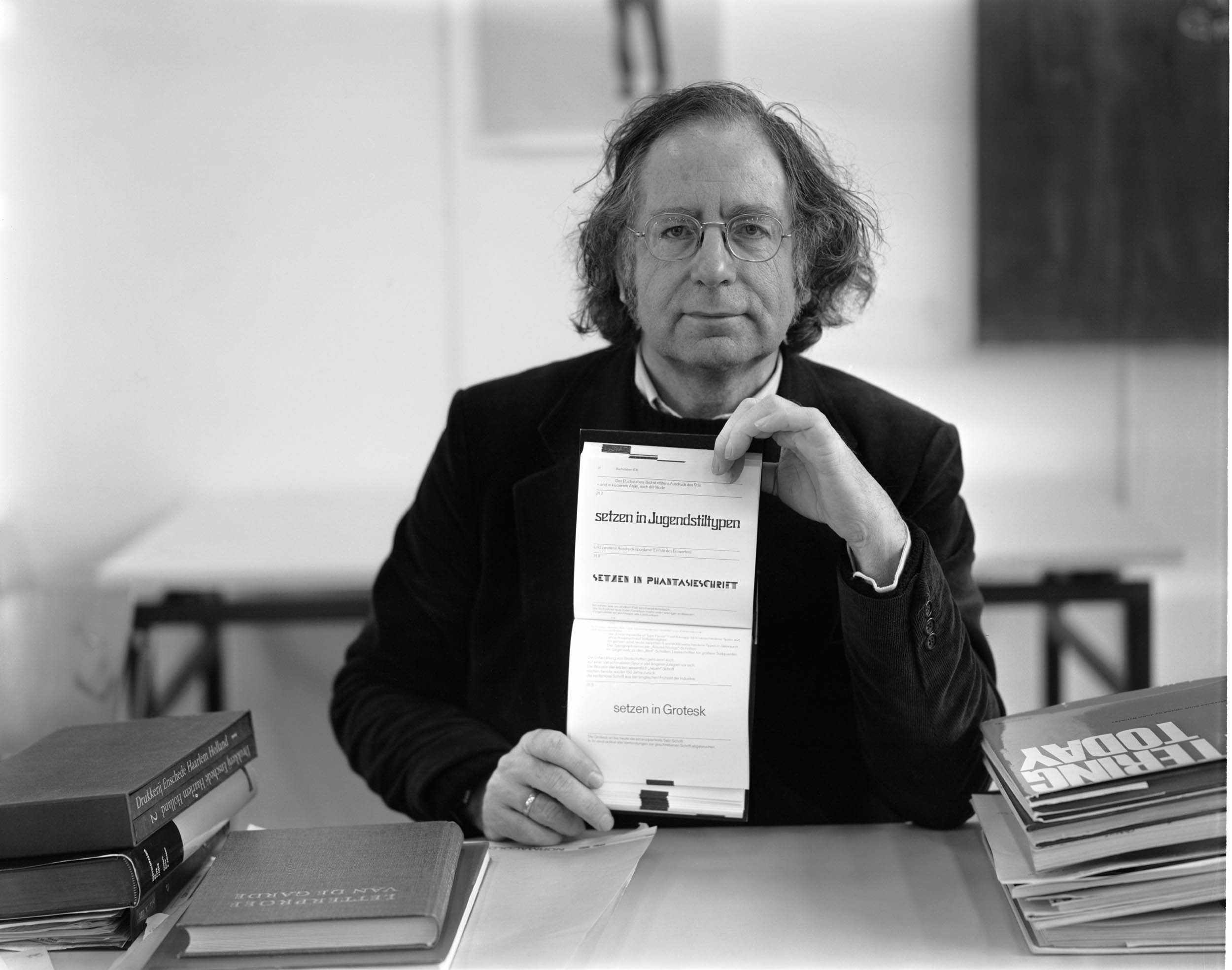

Abe Johannes Kuipers (Rotterdam, 29 september 1918 – Groningen, 11 augustus 2016) was een Nederlands beeldend kunstenaar en typograaf. 

## Levensloop
Hij was de broer van uitgever Reinold Kuipers. Na een opleiding aan de Groningse  Academie Minerva begon hij na de oorlog een loopbaan als schilder. Na zich aanvankelijk als fijnschilder te hebben gespecialiseerd ging hij zich vanaf het einde van de jaren 50 steeds meer met pop art en grafische technieken bezighouden. 
Hij werkte onder meer voor uitgeverij Wolters-Noordhoff en verzorgde de lay-out van de tentoonstellingscatalogi van het Groninger Museum. Ook voor meer algemene vormgeving werd hij gevraagd, zoals voor de inrichting van gebouwen. Van 1961-1981 was Kuipers docent typografie aan de Academie voor Kunst en Industrie (AKI) in Enschede. Tot op zeer hoge leeftijd bleef hij actief als schilder, waarbij persoonlijke herinneringen meer en meer zijn inspiratiebron werden. 
In 1980 kreeg hij voor zijn gehele oeuvre de H.N. Werkmanprijs. In 2007 verscheen een filmdocumentaire van de hand van Buddy Hermans, Abe Kuipers: Het innerlijke reservoir, waarin de kunstenaar zelf uitgebreid aan het woord kwam en zijn schilderijen van achtergronden voorzag. Vier jaar later verscheen een boek dat samengesteld was door Abe Kuipers' zoon Auke en de kunsthistorica Stijn Hooijer. Het bevat een uitvoerige biografie en een overzicht van zijn ontwikkeling als kunstenaar, met veel illustraties in kleuren. In 2014-2015 was er een grote overzichtstentoonstelling van zijn werk in het Groninger Museum, waarbij Kuipers in hoge mate zelf de regie bepaalde. Hij overleed in zijn woonplaats Groningen op bijna 98-jarige leeftijd.

## Enkele publicaties
- Kuipers, Abe: Grönneger laidjes. Mit oet de haand kleurde holtsneden van Abe J. Kuipers. [Groningen], De Vuurslag, 1944. Gedrukt door H.N. Werkman in 100 genummerde exemplaren. 2e druk in vergelijkbare uitvoering gedrukt door Drukkerij De Waal, 1946.
- Vries, Hendrik de: Liefste kom. Een lentemelodie. Met een originele houtsnede door Abe J. Kuipers. [Groningen, Abe J. Kuipers], 1945. Gedrukt in 100 genummerde exemplaren. Merelreeks 1. (Clandestiene uitgave, zie Dirk de Jong, Het vrije boek in onvrije tijd. Bibliografie van illegale en clandestiene belletrie, nr. 1019)
- Kuipers, Abe: Aphorismen van de minne. Groningen, Abe J. Kuipers, 1945. Liefdesaforismen verzameld door Abe Kuipers en door hemzelf verzorgd en uitgegeven. Merelreeks 2 (De Jong 45)
- Derème, Tristan: Welke roos... Bewerking Reinold Kuipers. Met een houtsnede van Abe Joh. Kuipers. [Groningen, Abe Kuipers, 1945]. Gedrukt in 100 genummerde exemplaren. Merelreeks 3 (De Jong 179)
- Kuipers, Abe, met inleiding van W. Jos. de Gruyter: kunstenaarsgroep nu. [Groningen], nu, [1960]. Met tekstbijdragen van onder anderen Jan Jordens, Abe Kuipers, Martin Tissing, Henri de Wolf en Jan van der Zee, en kunstbijdragen van onder meer Jan Jordens, Abe Kuipers, Jan Loman, Martin Tissing, Henri de Wolf en Jan van der Zee. Typografie Abe Kuipers.
- Kuipers, Abe: Opschrift, op schrift. Van schrijvers in Egypte tot drukkers van nu. Een repertorium voor de geschiedenis van letter en boek. Groningen, Wolters-Noordhoff, 1968.
- Kuipers, Abe: Rood groen blauw geel. Verslag lètteretètprojekt van abe kuipers mei 1971. Groningen, eigen beheer, 1971. Beeldverslag van het aanbrengen van een metershoge letter B op een groot flatgebouw in Groningen met behulp van de verlichting van de woningen.
- Kuipers, Abe: Albumpje van de natuur in en rond Groningen. Een herinnering. Groningen, eigen beheer, 1974. Kunstenaarsboek op groot formaat (33 x 35 cm).
- Kuipers, Abe: Groningen, weet je nog... adverteeren deed begeeren - advertenties van toen, van soms verdwenen, bijna vergeten zaken. Groningen, Technipress, 1980.
- Kuipers, Abe: A. van der Veen Oomkens, een Groninger lettergieterij in de negentiende eeuw. Groningen, Niemeijer, 1987.
- Kuipers, Auke, & Stijn Hooijer: Abe Kuipers. Bedum, Profiel, 2011. 120 p.

## Recente tentoonstelling
- Groninger Museum, 23 september 2014 - 4 januari 2015[2]

## Eigen website
- Abe Kuipers - schilder, graficus, vormgever (1918)

- Digitale Bibliotheek voor de Nederlandse Letteren: kuip055
- International Standard Name Identifier: 0000 0000 2357 0162
- Library of Congress Control Number: n84024766
- Nationale Bibliotheek van Israël: 987007342280905171
- Nederlandse Thesaurus van Auteursnamen: 069565252
- RKD-Nederlands Instituut voor Kunstgeschiedenis: 46824
- Union List of Artist Names: 500714532
- Virtual International Authority File: 65400398
- WorldCat: E39PBJxMpvytp6ggjKtMdwkMT3